# The Pit and the Pendulum (Beverly Hills, 90210)
The Pit and the Pendulum is de vierentwintigste aflevering van het tweede seizoen van het tienerdrama Beverly Hills, 90210, die voor het eerst werd uitgezonden op 19 maart 1992.

## Verhaal
Brandon ontmoet en wordt verliefd op Marcie St. Claire, een nieuwe studente. Haar vader is de cliënt van Jim, Brandons vader. Wanneer blijkt dat ze een lucratieve deal hebben gesloten en de Peach Pit zal worden afgebroken, krijgt Brandon ruzie met zijn vader. Wanneer Nat toegeeft te zijn omgekocht en de zaak zal verkopen en ook Marcie niet fel in gaat tegen het afbreken van de Peach Pit voor het opbouwen van een winkelcentrum, wordt Brandon nog meer furieus. Ook Brenda staat hem niet bij, aangezien ze niet vindt dat de groep vrienden afhankelijk is van de Peach Pit.

## Rolverdeling
- Jason Priestley - Brandon Walsh
- Shannen Doherty - Brenda Walsh
- Jennie Garth - Kelly Taylor
- Ian Ziering - Steve Sanders
- Gabrielle Carteris - Andrea Zuckerman
- Luke Perry - Dylan McKay
- Brian Austin Green - David Silver
- Tori Spelling - Donna Martin
- Carol Potter - Cindy Walsh
- James Eckhouse - Jim Walsh
- Joe E. Tata - Nat Bussichio
- Liz Vassey - Marcie St. Claire
- John Ingle - Dickson St. Claire
- Walton Goggins - Mike Muchin
- Wesley Allen Gullick - Willie